# Neoechinorhynchus octonucleatus
Neoechinorhynchus octonucleatus är en hakmaskart som beskrevs av Marcos A. Tubangui 1933. Neoechinorhynchus octonucleatus ingår i släktet Neoechinorhynchus och familjen Neoechinorhynchidae. Inga underarter finns listade i Catalogue of Life.